# Cichorium endivia
Cichorium endivia, también conocida, según las variedades, como endibia, endivia o escarola, y en Cuba como achicoria, es una planta herbácea de la familia de las asteráceas, cultivada por sus hojas amargas utilizada en ensaladas, como febrífugo y estomacal, en especial la variedad llamada amarga. Su raíz tiene también propiedades aperitivas, febrífugas y estomacales.

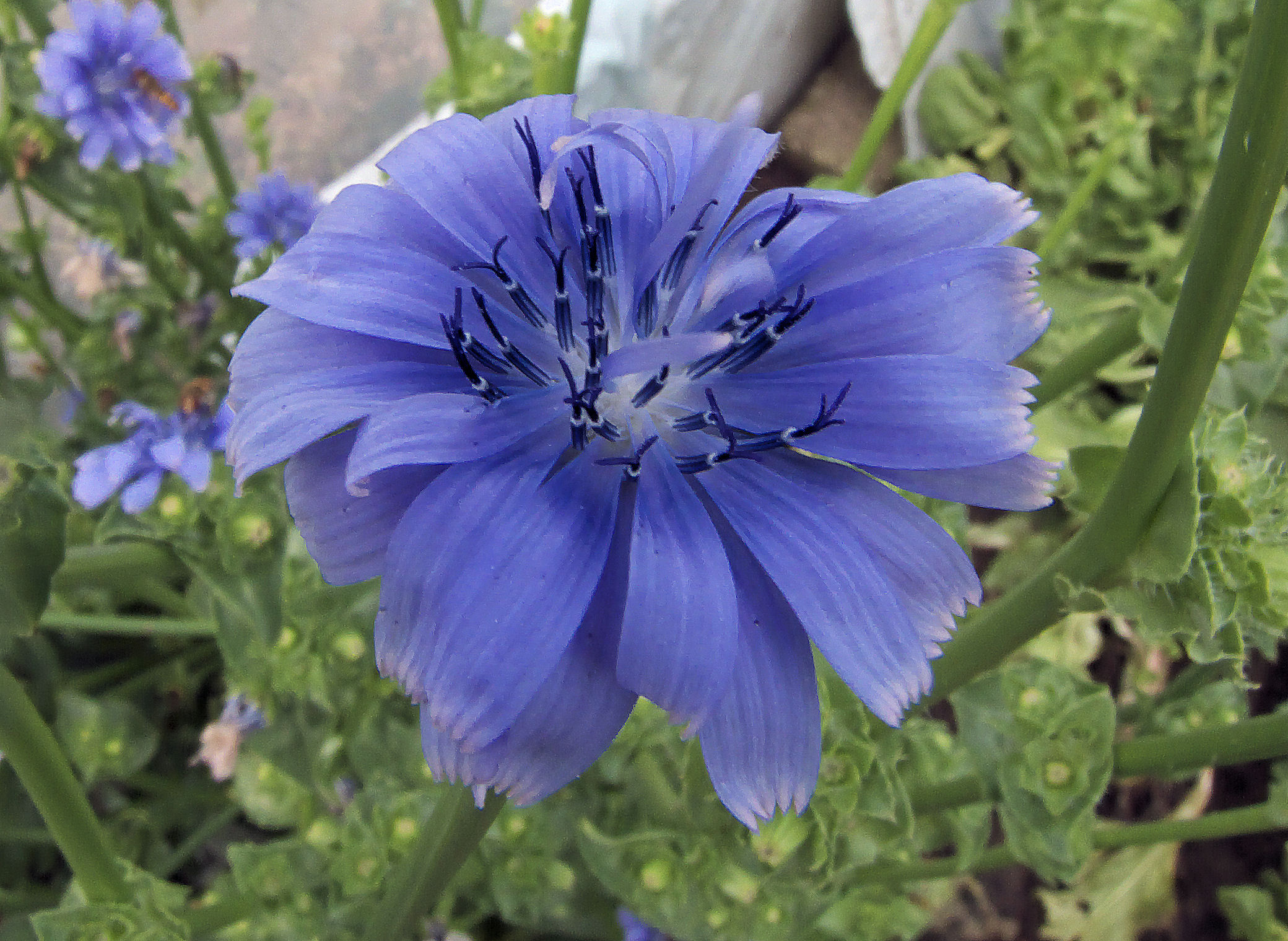
Detalle de la flor

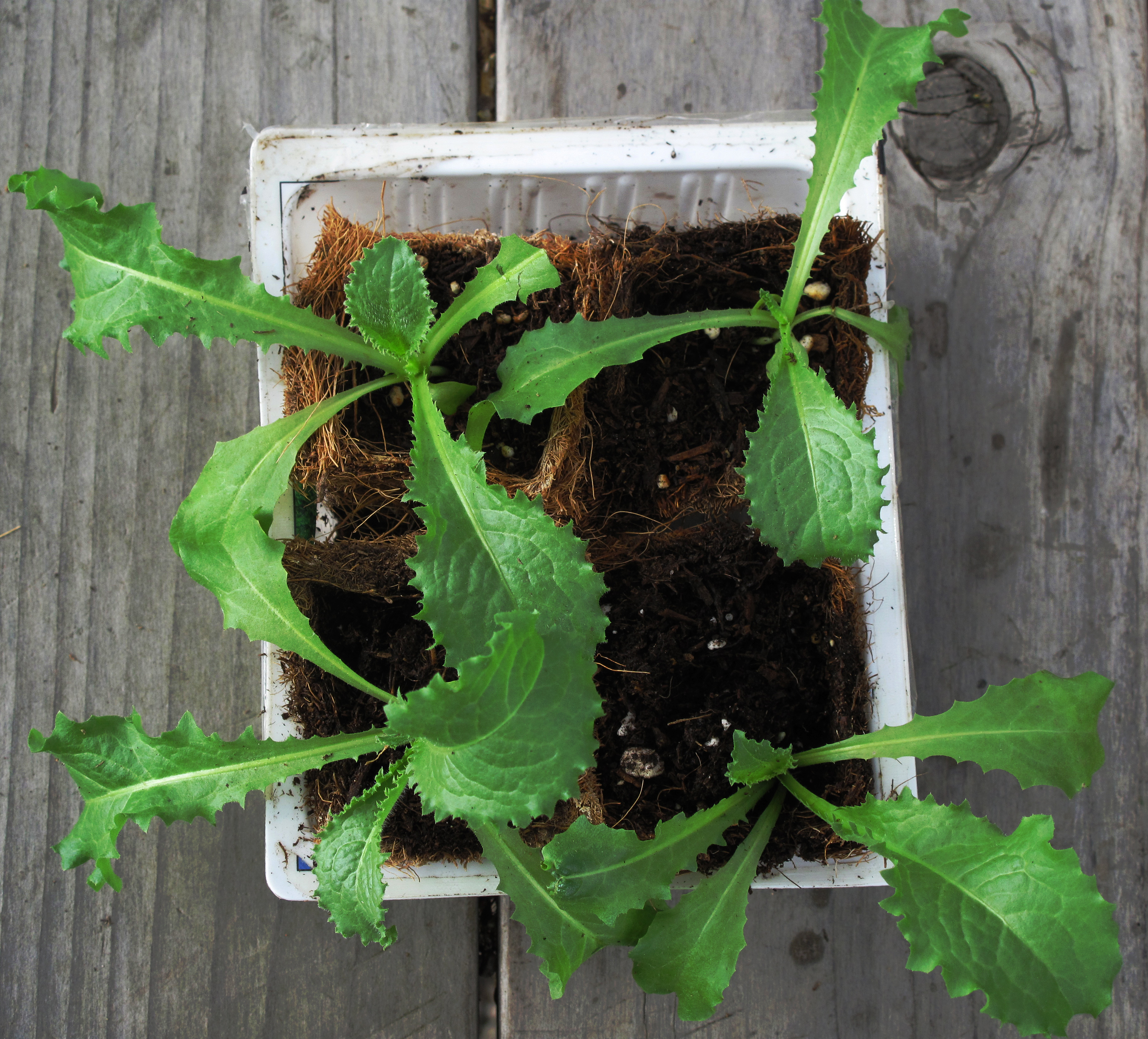
Plántulas

## Historia
La escarola (del latín endivia) se cultiva como ensalada desde la antigüedad. La planta madre es Cichorium pumilum Jacq. = Cichorium endivia subsp. divaricatum (Schousb.) PDSell, que está muy extendida en gran parte de la región mediterránea. Hay evidencia de su uso en el Imperio Romano desde alrededor del nacimiento de Cristo, donde se le llamaba intybus o intubum, y donde también pudo haber sido domesticada. Según Plinio, la escarola se encurtía con sal y vinagre para luego poder consumirla cocida. Estaba muy extendida en Francia. Llegó a Alemania vía Borgoña. En el Renacimiento, la planta se menciona nuevamente en los libros de hierbas de Hieronymus Bock  y (como el domesticado scariol) de Pietro Andrea Mattioli. Las semillas de escarola en particular se utilizaban con fines medicinales.
Su uso en los países de habla alemana en la Edad Media es incierto. Aunque la escarola se menciona en el libro Capitulare de villis vel curtis imperii de Carlomagno, no se menciona en absoluto hasta el siglo XII. Fue mencionada por Alberto Magno en el siglo XIII, pero es posible que lo haya visto en viajes de estudios a Italia. Sólo a partir del siglo XVI existen ilustraciones que demuestran claramente su uso, así como la existencia de ambos grupos principales (según Joachim Camerarius). Leonhart Fuchs ya las clasificaba como especies de achicoria “domésticas” en la familia de las achicoria. Como especie cultivada (“domesticada”), la escarola también se conocía como Endivia vera sativa, Intybum sativum e Intybus hortensis  (probablemente en contraste con la escarola silvestris, probablemente un “cardo saudita”  ) (como el campo cardo de oca o cardo de oca vegetal) o una variedad de escarola o achicoria común. 

## Descripción

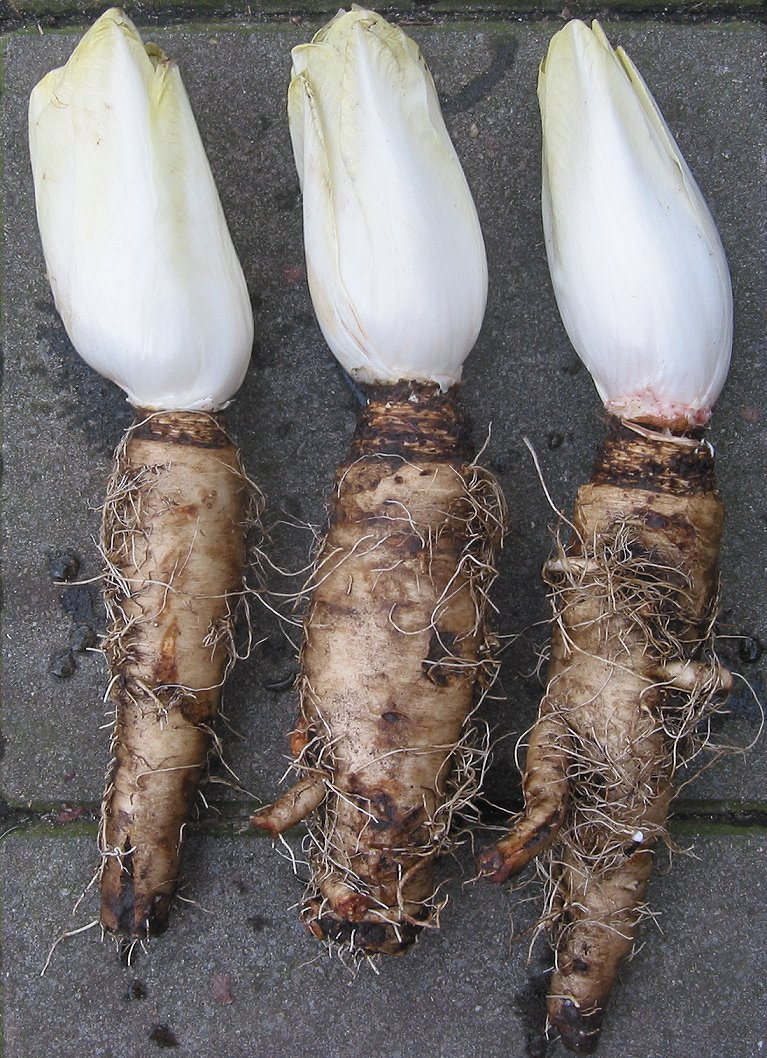
Tres ejemplares de endivias recién sacadas de la tierra en un huerto.

Parece que proceden de la achicoria silvestre (Cichorium intybus). Son plantas anuales o bianuales que primero forman una roseta de hasta 40 cm de diámetro de hojas enteras,  y luego  florecen sobre un tallo floral que puede pasar de 1 m de altura con flores azules y forman aquenios como fruto.

## Cultivo
Se cultiva ampliamente desde la década de 1830 en Bélgica y Francia,  en ambas formas: rizada y de hojas anchas. Hoy en día el cultivo de endivias está más extendido en el sur de Europa.
La endivia es una planta de clima templado. Para el crecimiento vegetativo las temperaturas medias óptimas son de 15 a 18 °C, la temperatura mínima de crecimiento es de 7 °C y la máxima es de 24 °C. Las temperaturas superiores a 25 °C reducen la germinación, lo que puede provocar una germinación desigual y deficiente de semillas bien germinadas. En plantas maduras, una temperatura mínima de -3 °C puede provocar daños importantes y a -6 o -7 °C la planta se congela por completo. Una humedad moderada del suelo y una humedad relativa de alrededor del 70% son las más favorables para el crecimiento de las plantas. Las sustancias amargas de la endivia la hacen más resistente a temperaturas más bajas que la lechuga. Tiene altos requerimientos de agua, por lo que en su cultivo se utiliza un sistema de riego, normalmente riego por goteo. Generalmente crece bien en todo tipo de suelo, pero mejor en suelos medianos a pesados, profundamente cultivados y bien fertilizados con un valor de pH neutro de 6,5 a 7,2. Se prefieren suelos bien drenados, de reacción neutra y enriquecidos con humus. Es menos sensible a la salinidad del suelo que la lechuga. Prospera mejor en la rotación de cultivos después de un cultivo que ha sido abundantemente fertilizado, como el repollo y los nabos.
La rotación de cultivos de endivia es de 2 años. Se planta con mayor frecuencia como cultivo tardío en producción, después de las patatas tempranas, la col temprana, la lechuga de primavera, los guisantes, las judías y las espinacas, cultivos tempranos que se fertilizan con abonos orgánicos o que dejan una reserva de nitrógeno y materia orgánica arada en el suelo después de la cosecha (por ejemplo, legumbres). El rendimiento de la endivia es de 30 - 40 t/ha, y durante el período de crecimiento elimina del suelo alrededor de 150 kg de nitrógeno /ha, 50 kg de fósforo /ha, 250 kg de potasio/ha, 60 kg/ha de óxido de calcio(CaO) y 18 kg/ha de óxido de magnesio (MgO). La planta consume la mayor cantidad de nutrientes en la segunda mitad de la temporada de crecimiento.
La endivia se puede sembrar directamente al aire libre, requiriendo de 1,5 a 2,5 kg de semillas /ha. Este método rara vez se utiliza porque es difícil lograr una germinación uniforme. Es más común cultivar a partir de plántulas. Una buena plántula debe tener al menos 5 hojas desarrolladas. En la zona continental el cultivo otoñal es el más extendido. En el hemisferio norte se siembra desde mediados de julio hasta principios de agosto. Para una ha de plantación se necesitan unos 200 m de parterres bien preparados. Las plántulas se plantan al aire libre a mediados de agosto. La plantación tardía sólo se considera en zonas donde la temperatura mínima invernal rara vez desciende por debajo de los -5 °C. La siembra directa no es adecuada porque se utilizan más semillas y es necesario aclarar la plantación después de la germinación. El cultivo de plántulas en invernaderos es igual que en exteriores. Las plántulas se siembran en enero y febrero y el trasplante comienza en marzo.
Con la selección de cultivares adecuados en las condiciones de crecimiento más favorables, la endivia se cosecha desde mediados de diciembre hasta mediados de abril, cuando comienza la germinación. En las zonas donde las heladas son más frecuentes, la siembra y plantación se planifica de forma que la endivia pueda ser cosechada a mediados de diciembre (hemisferio norte). Se recolecta cuando la roseta ha alcanzado su tamaño completo. Las hojas internas de la roseta son bastante claras o amarillas. Una roseta completamente desarrollada alcanza una masa de hasta 1 kg. Se cosecha cortando la roseta en la zona del cuello de la raíz, limpiándola luego de hojas viejas, amarillentas y dañadas. Los residuos pueden suponer entre un 17 y un 30% del peso base de la roseta. En el cultivo de otoño e invierno, cuando alcanza el tamaño de una roseta, la endivia puede permanecer en el campo durante bastante tiempo, lo que permite adecuar la cosecha a las necesidades del mercado. Cuanto más se retrase la cosecha, más residuos se generarán.
El embalaje en listones o cajas de cartón se suele realizar en una sola fila, con el tallo hacia arriba. Esto se debe a que de los haces conductores emerge un líquido lechoso que se oxida rápidamente en el aire. La clasificación y el envasado son los pasos finales de manipulación antes del envío al mercado. La temperatura más favorable para almacenar la endivia es de 0 °C y una humedad relativa del 90 - 95% con abundante circulación de aire. Se puede conservar durante 20 días en un recipiente envuelto en plástico. Puede durar hasta un mes en arena húmeda. El almacenamiento en aire acondicionado es óptimo cuando la atmósfera del almacén está compuesta por un 2-3% de dióxido de carbono y un 2% de oxígeno.
Se puede cultivar también mediante el sistema de cultivo hidropónico,  lo que proporciona nutrientes y condiciones adecuadas para el desarrollo integral de la planta.

## Usos

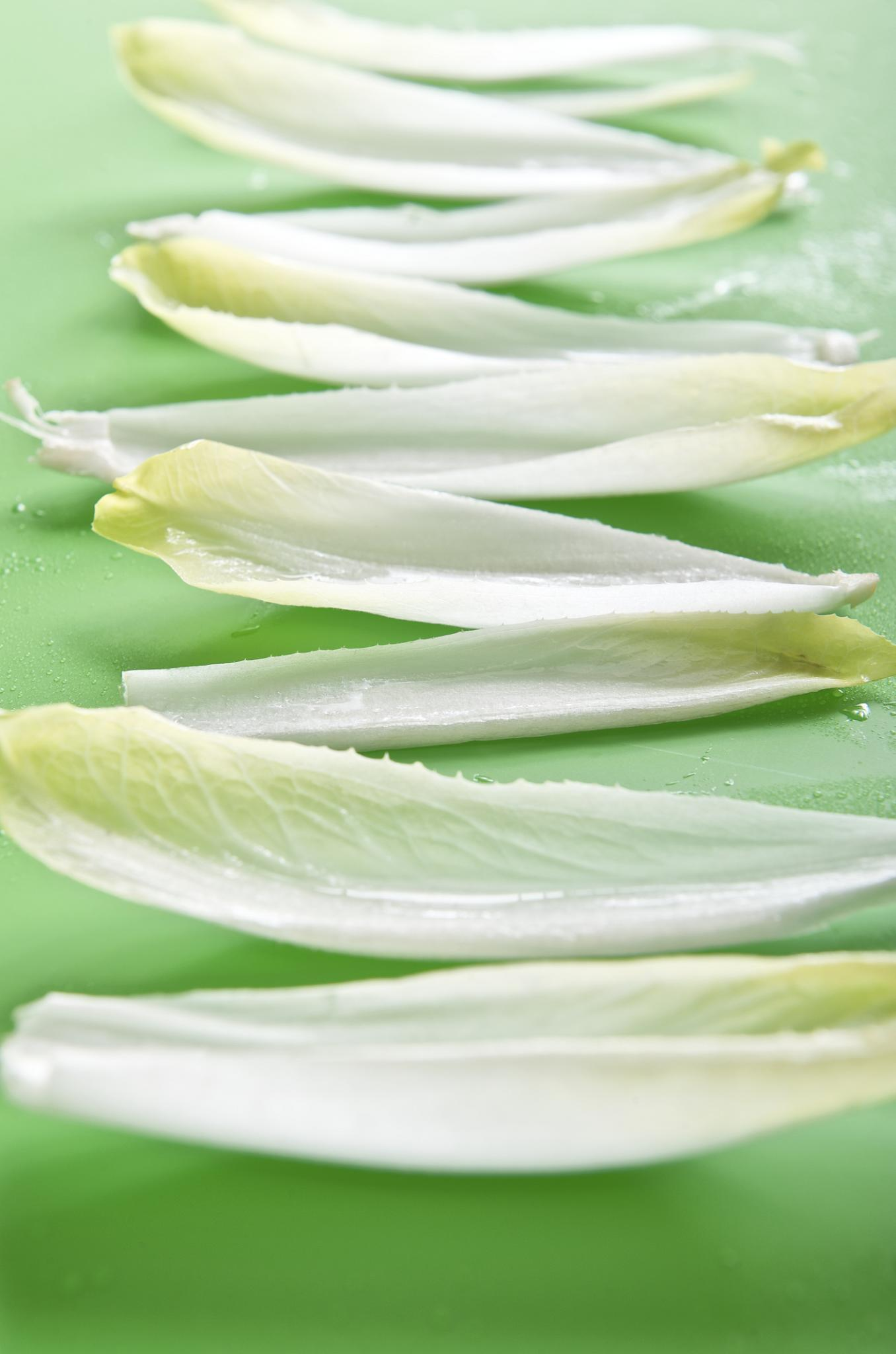
Hojas de endivias cortadas, preparadas para recibir una salsa por encima para formar un plato.

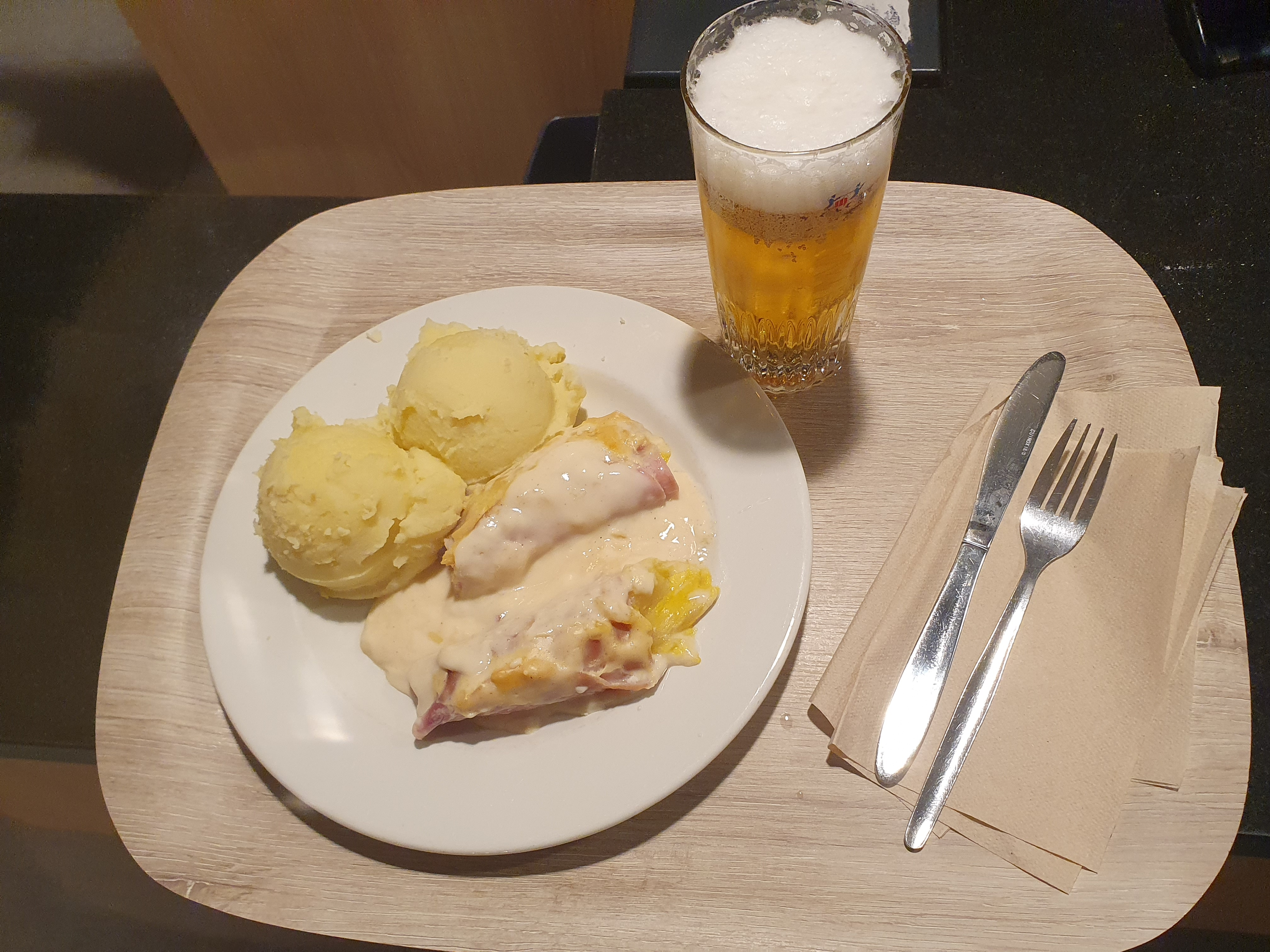
Un plato típicamente belga, endivias enrolladas en jamón gratinadas, con salsa y puré de patatas.

Las endivias son muy versátiles, se pueden comer crudas, salteadas, al vapor o asadas. Aunque ligeramente amargas, tienen un sabor refrescante y son muy apreciadas en muchos lugares europeos. La endibia de hojas blancas es popular en Francia y Bélgica. Es de relativamente reciente introducción en los mercados españoles.
Antes de prepararlas para el consumo, se debe retirar las hojas exteriores que puedan estar marchitas o dañadas. Para reducir el amargor, un truco sencillo es cortar la parte inferior del brote antes de prepararlo. El tallo blanco, es decir la base de la verdura, es lo que le da su sabor más fuerte. En recetas que requieran desfoliación, se recomienda retirar las hojas individualmente, para evitar dañarlas.
La endivia se utiliza más comúnmente cruda en ensaladas, condimentada con aderezos a base de aceite y vinagre y enriquecida con nueces, castañas y quesos como el gorgonzola u otros quesos azules. Sus hojas cóncavas se pueden rellenar y servir de diversas maneras y tienen un excelente efecto en la presentación de los platos. 
Esta verdura también se puede hervir, asar o saltear y utilizar como ingrediente en platos como sopas, quiches y gratinados.
Las endivias y las escarolas son hortalizas muy populares en España.

## Elección de ejemplares
Elegir endivias firmes, de aspecto fresco y crujiente, con hojas muy compactas, cerradas en la punta y de color blanco amarillento. Debe evitarse comprarlas cuando las hojas tengan bordes oscurecidos, manchas ennegrecidas y zonas pegajosas.

## Modo de conservación
La endivia debe conservarse en el frigorífico, en su envase original, bolsa de plástico o recipiente de plástico tapado y, preferiblemente, sin exponerla a la luz. De esta manera se mantendrá fresca hasta dos semanas sin perder sus características nutricionales.
Si es necesario, retire las hojas dañadas o marchitas y utilice el resto.
Cabe mencionar que la endivia congelada sólo se puede consumir salteada o como ingrediente en platos cocinados. La congelación puede afectar la textura, el aroma y el sabor.

## Taxonomía
Cichorium endivia fue descrita por Carlos Linneo y publicado en Species Plantarum 2: 813. 1753.

### Citología
Número de cromosomas de Cichorium endivia y taxones infraespecíficos  : 2n=18

### Etimología
Cichorium: nombre genérico que es una versión latinizada de un nombre árabe de una de las especies de este género del griego kichore, que por lo general lleva un nombre común de la achicoria o endibia.
Endivia: epíteto latino que significa “escarola”.

### Variedades
Existen tres variedades principales de Cichorium endivia:
- La endibia común (también conocida como francesa o belga), con un pequeño cogollo de hojas cremosas de sabor amargo. Se cultiva en completa obscuridad para evitar que las hojas se tornen verdes y produzcan intibina, un alcaloide de efectos tónicos sobre el hígado, pero de sabor extremadamente amargo;
- La endibia rizada, con hojas exteriores de borde rizado;
- La escarola, de anchas hojas verde pálido y menos amargas que las otras variedades.

### Sinonimia
- Cichorium ambiguum Schult.
- Cichorium casnia C.B.Clarke
- Cichorium crispum Mill.
- Cichorium dichotomum Link
- Cichorium esculentum Salisb.
- Cichorium intybus var. divaricatum (Schousb.) DC.
- Cichorium intybus var. endivia (L.) C.B.Clarke
- Cichorium intybus subsp. glabratum (C.Presl)
- Cichorium minimum Port.
- Cichorium nanum Port. ex Nyman
- Cichorium noeanum Boiss.
- Cichorium pumilum f. rhizocephalum Pamp.[20]

## Nombres comunes
- Castellano: achicoria, aguachicoria, alcohela, almirones, chicoria, chicoria blanca, chicoria de jardín, chicoria dulce, chicorias, endibia, endivia, endivia hortense, ensalada, escariola, escarola, escarola ancha, escarola común, escarola encrespada, escarola larga, escarola menor, escarola murciana, escarola murciana rizada, escarola rizada, escarola segoviana, escarola silvestre, indivia, lechuga romana.[17]